# Cigánská jeskyně
Cigánská jeskyně se nachází v Moravském krasu ve vintocké ostrožně na začátku Suchého žlebu. Jeskyně dostala pojmenování po kočovných Cigánech, kteří zde až do počátku 50. let 20. století tábořívali, přičemž využívali otvorů ve stropech, kterými procházel kouř z ohnišť. Jeskyně leží několik málo metrů od silnice z Ostrova na Macochu a je volně přístupná.